# Erzbistum Brasília
Das Erzbistum Brasília (lat.: Archidioecesis Brasiliapolitanus) ist eine in Brasilien gelegene römisch-katholische Erzdiözese mit Sitz in Brasília im Distrito Federal do Brasil.

## Geschichte
Das Bistum Brasília wurde am 16. Januar 1960 durch Papst Johannes XXIII. aus Gebietsabtretungen des Erzbistums Goiânia errichtet. Am 21. April desselben Jahres, dem offiziellen Gründungsdatum der Stadt Brasília, wurde José Newton de Almeida Baptista zum ersten Bischof der Diözese ernannt.
Am 11. Oktober 1966 wurde das Bistum Brasília zum Erzbistum erhoben. Es ist heute Sitz der Kirchenprovinz Brasília mit drei Suffraganbistümern.

## Bischöfe von Brasília

### Bischöfe
- José Newton de Almeida Baptista, 1960–1966

### Erzbischöfe
- José Newton de Almeida Baptista, 1966–1984
- José Kardinal Freire Falcão, 1984–2004
- João Bráz de Aviz, 2004–2010, dann Präfekt der Kongregation für die Institute geweihten Lebens und für die Gesellschaften apostolischen Lebens
- Sérgio Kardinal da Rocha, 2011–2020, dann Erzbischof von São Salvador da Bahia
- Paulo Cezar Kardinal Costa, seit 2020